# Ejército de Kwantung
El Ejército de Kwantung (関東軍  Kantōgun?), también conocido como el Ejército de Guandong (en en chino tradicional, 關東軍; en chino simplificado, 关东军; pinyin, Guāndōngjūn; Wade-Giles, Kwan-tung chün, en coreano: 관동군) fue un grupo del Ejército Imperial Japonés; el mayor y más prestigioso del mismo, que existió desde principios hasta mediados del siglo XX. Muchos integrantes del Ejército de Kwantung, como el general Hideki Tōjō, fueron ascendidos a altas posiciones militares e incluso civiles dentro del gobierno del Imperio del Japón, y participaron de manera importante en la creación de Manchukuo. Kwantung significa este de Shanhaiguan, un paso vigilado a cuyo este queda Manchuria.

## Historia

### Formación

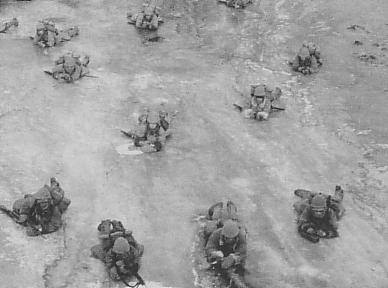
Soldados del Ejército de Kwantung durante unas maniobras.

Después del triunfo nipón en la guerra ruso-japonesa de 1904-1905, Japón adquirió el Territorio Arrendado de Kwantung y las áreas adyacentes de las líneas de ferrocarril del sur de Manchuria. Kwantung significa Oriente de Shanhaiguan, siendo que Shanhaiguan era un pasaje vigilado justo en el límite oriental de Manchuria. La guarnición de Kwantung fue establecida en 1906 para defender este territorio y estaba compuesta originalmente por una división de infantería y un poderoso cerco de batallones de artillería, suplementado con seis batallones independientes como defensores del Ferrocarril del Sur de Manchuria, sumando una dotación total de 10 000 hombres. Tenía su sede en Port Arthur, conocida como Ryōjun en japonés. Después de una reorganización en el año 1919, la guarnición de Kwantung pasó a llamarse Ejército de Kwantung.
En el altamente politizado Ejército Imperial Japonés de entreguerras, el Ejército de Kwantung era un bastión de la radical Kōdōha, o "Facción del Camino Imperial"" 皇道派 (Kōdōha?), y muchos de sus altos dirigentes defendían abiertamente el cambio político en Japón mediante un derrocamiento violento del gobierno civil para llevar a cabo una Restauración Shōwa, con una reorganización social y económica según las líneas maestras de un Estado totalitario basado en el militarismo de la sociedad. También abogaban por una política exterior expansionista mucho más agresiva, postulando que la debilitada China republicana sea la meta del expansionismo japonés. Integrantes activos, o antiguos miembros, del Ejército de Kwantung participaron en numerosos golpes políticos y fallidos intentos de revuelta contra el gobierno civil japonés, en especial el del Incidente del 26 de febrero de 1936.

### Acciones independientes
Aunque el Ejército de Kwantung estaba nominalmente subordinado al Cuartel General Imperial y al personal de categoría superior en la Oficina del Estado Mayor del Ejército, sus jefes más ultranacionalistas actuaban frecuentemente en violación directa a las órdenes recibidas desde los cuarteles máximos en Tokio, pero sin sufrir ninguna consecuencia por ello. Los conspiradores dentro del cuerpo de suboficiales del Ejército de Kwantung planearon y ejecutaron el asesinato del Señor de la Guerra de Manchuria Chang Tsolin en 1928, en el Incidente Huanggutun. Posteriormente, la iniciativa de los zapadores del Ejército de Kwantung en el Incidente de Mukden  y la subsiguiente invasión de Manchuria en el año 1931 fueron un acto masivo de insubordinación (en japonés Gekokujō)  contra la voluntad expresa de las órdenes dadas por la dirección política y militar en Tokio.
El Incidente de Mukden fue un caso especial de con un fait accompli donde el Cuartel General Imperial no tuvo más opción que dejar seguir las acciones del Ejército de Kwantung, enviando refuerzos en la posterior Pacificación de Manchukuo. El éxito de la campaña hizo que -contrario a la práctica militar japonesa- la insubordinación del Ejército de Kwantung termine recompensada en lugar de ser castigada.
Con la fundación del Imperio de Manchukuo en 1932, el Ejército de Kwantung juega un papel muy importante en el control de la administración y la política del nuevo Estado, así como en su defensa. El Comandante en Jefe del Ejército de Kwantung, al mismo tiempo, ocupó el cargo de embajador japonés en Manchukuo. Con el Ejército de Kwantung administrando en la práctica todos los aspectos decisivos de la política y del desarrollo económico del nuevo Estado, el comandante en jefe del Ejército de Kwantung, equivalente a un Comisionado Residente general, tuvo suficiente autoridad para determinar la aprobación o revocación de cualquier mandato del emperador nominal de Manchukuo, Puyi.
Conforme la guerra sino-japonesa avanzaba desde 1937, el Ejército de Kwantung fue ampliado en gran medida en los años siguientes, hasta contar con una fuerza de 700.000 soldados en 1941, y su sede se trasladó a Hsinking, la nueva capital de Manchukuo. El Ejército de Kwantung también supervisó la creación, formación y equipamiento de una fuerza auxiliar, el Ejército Imperial de Manchukuo. Durante este tiempo, el príncipe Takeda Tsuneyoshi trabajó como oficial de enlace entre la Casa Imperial y el Ejército de Kwantung.

### Segunda Guerra Mundial
Después de la campaña para asegurar el control japonés sobre Manchuria, el Ejército de Kwantung continuó combatiendo en numerosas escaramuzas fronterizas con China como parte de los esfuerzos para crear una zona tapón para el norte de China. El Ejército de Kwantung luchó también en la fase de apertura de la segunda guerra sino-japonesa de Operación Nekka y varias acciones en Mongolia Interior para ampliar la dominación japonesa en las zonas del norte de China y Mongolia Interior. Cuando estalló la guerra en el Incidente del Puente de Marco Polo en julio del año 1937, sus fuerzas participaron en la Batalla de Beiping-Tianjin y en la Operación Chahar. Más tarde, las tropas del Ejército de Kwantung sirvieron de modo intermitente para apoyar las operaciones de guerra que Japón ejecutaba en China.
Sin embargo, la reputación que acompañaba al Ejército de Kwantung fue cuestionada seriamente en la batalla contra el ejército de la Unión Soviética  en la Batalla del Lago Jasán en 1938 y la posterior Batalla de Nomonhan en agosto de 1939, combates donde el Ejército de Kwantung sufrió muchas bajas al combatir -a diferencia de lo ocurrido en China- contra tropas soviéticas con superioridad en tanques y artillería. Después del "incidente Nomonhan", el Ejército de Kwantung sufrió una purga de sus elementos más rebeldes, así como de los defensores de la doctrina de Hokushin-ron, que exhortaba al Japón para que sus esfuerzos expansionistas se concentraran en la Siberia soviética mientras rechazaba la expansión hacia el sur, dirigida hacia China y el sureste asiático.
A pesar de ser una fuente constante de inestabilidad durante la década de 1930, el Ejército de Kwantung se había mantenido muy obediente al gobierno central de Tokio durante la década de 1940. Fuerzas niponas combatían hacia el sur, en las regiones de China del Sur-Central y luego en el Norte y sur de China durante la segunda guerra sino-japonesa; después, con el estallido de la Guerra del Pacífico (1937-1945), para el gobierno japonés el territorio de Manchukuo resultaba -en gran medida- un remanso en el conflicto.
No obstante, desde inicios de 1944 empezó a deteriorarse la situación cuando la guerra se hizo más complicada para el Ejército Imperial Japonés. Ante tal situación, el enorme Ejército de Kwantung, bien entrenado y bien equipado, ya no estaría más en la "reserva estratégica" pues muchas de las tropas de choque de primera línea fueron despojadas sistemáticamente de sus mejores batallones y equipos, para cubrir las bajas que las tropas japonesas sufrían contra las fuerzas de los Estados Unidos en las Islas del Pacífico. Unidades y material provenientes del Ejército de Kwantung se destinaron así a la campaña de Filipinas o hasta  la Campaña de Birmania. Otras unidades fueron trasladadas al sur de China por la Operación Ichi-Go.
A mediados de 1944, ante las dificultades económicas de Japón, el Banco Central de Manchukuo llegó a sufragar los gastos militares del Ejército de Kwantung —que seguía defendiendo Manchuria—. Esta circunstancia ya se había recogido en el Protocolo Japón-Manchukuo de 1932. Por ejemplo, en 1945 el Banco Central manchú llegó a aportar 2600 millones de yuanes para los pagos del Ejército de Kwantung.
A mediados de 1945, la fuerza del Ejército de Kwantung rondaba en torno a 1.320.000 hombres, con una división blindada, 32 divisiones de infantería, seis brigadas independientes y hasta 25 batallones de seguridad. Sin embargo, la mayoría de efectivos eran en gran medida conscriptos semientrenados o nuevos reclutas, equipados principalmente como fuerzas de contrainsurgencia y fuerzas de seguridad fronteriza. En el momento de la  Operación Tormenta de Agosto, cuando el Ejército Rojo de la Unión Soviética invadió Manchuria, Mongolia Interior, Corea, la isla de Sajalín y las islas Kuriles del Japón en agosto del año 1945, se estimaba que el Ejército de Kwantung sería capaz de utilizar los macizos del norte de Manchuria como fortificaciones para resistir la invasión de los blindados soviéticos y de la infantería mecanizada, pues el mando militar general admitía como improbable que el disminuido Ejército de Kwantung pudiera controlar toda la frontera y debía concentrarse en defender los centros urbanos industriales como Hsinking, o Harbin.

### Rendición del Ejército de Kwantung
El último comandante en jefe del Ejército de Kwantung, el general Otozō Yamada, ordenó la capitulación el 16 de agosto de 1945, un día después de que el emperador Hirohito anunciase la rendición de Japón en una emisión radiada. Algunas divisiones japonesas se negaron a rendirse, y el combate continuó durante los días siguientes. El Mariscal Hata recibió el "Ultimátum" para su rendición del general soviético Georgii Shelakhov. en Harbin el 18 de agosto de 1945. Fue uno de los generales de alto rango que estuvieron de acuerdo con la decisión de entrega, y el 19 de agosto de 1945, Hata se reunió con el mariscal Aleksandr Vasilevsky, pero pidió ser despojado de su rango de Mariscal de Campo en expiación por los fracasos del Ejército en la guerra.
Los restos del Ejército de Kwantung yacían muertos en el campo de batalla o se dirigían a los campos de prisioneros de guerra. Más de 500.000 prisioneros de guerra japoneses fueron enviados a trabajar en los campos de trabajo forzados de la Unión Soviética en Siberia, Extremo Oriente de Rusia y Mongolia. Fueron repatriados en gran medida, por etapas, durante los siguientes cinco años, aunque algunos no regresaron hasta bien entrada la década de 1950.

### Crímenes de guerra y juicios
Después de la rendición de Japón, el Ejército Rojo de la Unión Soviética descubrió instalaciones secretas para la experimentación y la producción de  armas químicas y biológicas y armas de destrucción masiva en torno al secreto Escuadrón 731 del Ejército y sus filiales.  En estos lugares, el Ejército de Kwantung también fue responsable de algunos de los más infames crímenes de guerra japoneses, incluyendo la operación de varios experimentos con seres humanos chinos, estadounidenses y rusos vivos civiles y prisioneros de guerra, dirigidos por el Dr. Shiro Ishii.
Detenido por las Autoridades de Ocupación Estadounidenses, Ishii y los 20.000 miembros del Escuadrón 731 recibieron inmunidad judicial por los crímenes de guerra ante el Tribunal Penal Militar Internacional para el Lejano Oriente en el año 1948, a cambio de los datos de guerra bacteriológica sobre la base de la investigación en seres humanos. El 6 de mayo de 1947 el General Douglas MacArthur escribió a Washington que "de los datos adicionales y de algunas declaraciones de Ishii, es probable que se pueda obtener información de japoneses involucrados y que la información será retenida en los canales de inteligencia y no se empleará como pruebas de los crímenes de guerra." El acuerdo fue concluido en el año 1948.[cita requerida] Sin embargo, doce miembros del Escuadrón 731 y algunos miembros de la dirección de la Segunda Guerra Mundial del Ejército de Kwantung fueron condenados como criminales de guerra durante los Juicios sobre crímenes de guerra de Jabárovsk, mientras que otros fueron detenidos por los Estados Unidos y condenados en 1948 por el Tribunal Penal Militar Internacional para el Lejano Oriente en Tokio. Entre los condenados a muerte figuraban los exgenerales Seishiro Itagaki, Iwane Matsui, Kenji Doihara, Hideki Tojo y Akira Muto.

## Lista de Comandantes

### Ejército de Kwantung

#### Oficiales al mando
|    | Nombre                                 | Desde                   | hasta                   |
| -- | -------------------------------------- | ----------------------- | ----------------------- |
| 1  | General Koichirō Tachibana             | 1919                    | 6 de enero de 1921      |
| 2  | General Misao Kawai                    | 6 de enero de 1921      | 10 de mayo de 1922      |
| 3  | General Shinobu Ono                    | 10 de mayo de 1922      | 10 de octubre de 1923   |
| 4  | General Yoshinori Shirakawa            | 10 de octubre de 1923   | 28 de julio de 1926     |
| 5  | Mariscal de campo Barón Nobuyoshi Mutō | 28 de julio de 1926     | 26 de agosto de 1927    |
| 6  | General Chotaro Muraoka                | 26 de agosto de 1927    | 1 de julio de 1929      |
| 7  | General Eitaro Hata                    | 1 de julio de 1929      | 31 de mayo de 1930      |
| 8  | General Takashi Hishikari              | 3 de junio de 1930      | 1 de agosto de 1931     |
| 9  | General Shigeru Honjō                  | 1 de agosto de 1931     | 8 de agosto de 1932     |
| 10 | Mariscal de campo Barón Nobuyoshi Mutō | 8 de agosto de 1932     | 27 de julio de 1933     |
| 11 | General Takashi Hishikari              | 29 de julio de 1933     | 10 de diciembre de 1934 |
| 12 | General Jirō Minami                    | 10 de diciembre de 1934 | 6 de marzo de 1936      |
| 13 | General Kenkichi Ueda                  | 6 de marzo de 1936      | 7 de septiembre de 1939 |
| 14 | General Yoshijirō Umezu                | 7 de septiembre de 1939 | 18 de julio de 1944     |
| 14 | General Otozō Yamada                   | 18 de julio de 1944     | 11 de agosto de 1945    |

#### Jefes del Estado Mayor
|    | Nombre                             | Desde                   | Hasta                   |
| -- | ---------------------------------- | ----------------------- | ----------------------- |
| 1  | Mayor General Matasuke Hamamo      | 12 de abril de 1919     | 11 de marzo de 1921     |
| 2  | Mayor General Kaya Fukuhara        | 11 de marzo de 1921     | 6 de agosto de 1923     |
| 3  | Mayor General Kawada Akiji         | 6 de agosto de 1923     | 2 de diciembre de 1925  |
| 4  | Mayor General Tsune Saito          | 2 de diciembre de 1925  | 10 de agosto de 1928    |
| 5  | Teniente General Koji Miyake       | 10 de agosto de 1928    | 8 de agosto de 1932     |
| 6  | Teniente General Kuniaki Koiso     | 8 de agosto de 1932     | 5 de marzo de 1934      |
| 7  | Teniente General Juzo Nishio       | 5 de marzo de 1934      | 23 de marzo de 1936     |
| 8  | Mayor General Seishirō Itagaki     | 23 de marzo de 1936     | 1 de marzo de 1937      |
| 9  | Teniente General Hideki Tōjō       | 1 de marzo de 1937      | 30 de mayo de 1938      |
| 10 | Teniente General Rensuke Isogai    | 18 Juioi 1938           | 7 de septiembre de 1939 |
| 11 | Teniente General Jo Iimura         | 7 de septiembre de 1939 | 22 de octubre de 1940   |
| 12 | Teniente General Heitarō Kimura    | 22 de octubre de 1940   | 10 de abril de 1941     |
| 13 | Teniente General Teiichi Yoshimoto | 10 de abril de 1941     | 1 de agosto de 1942     |
| 14 | Teniente General Yukio Kasahara    | 1 de agosto de 1942     | 7 de abril de 1945      |
| 15 | Teniente General Hikosaburo Hata   | 7 de abril de 1945      | 11 de agosto de 1945    |